# Chiesa di Santa Maria Ausiliatrice (Asti)
La chiesa di Viatosto è una chiesa cattolica situata a circa 2,5 km dal centro della città di Asti nel Borgo Viatosto.
L'edificio fonde elementi romanici con l'inserimento di elementi gotici che si armonizzano perfettamente con le precedenti strutture. Dal sagrato, è possibile ammirare una splendida visuale della città.

## La storia

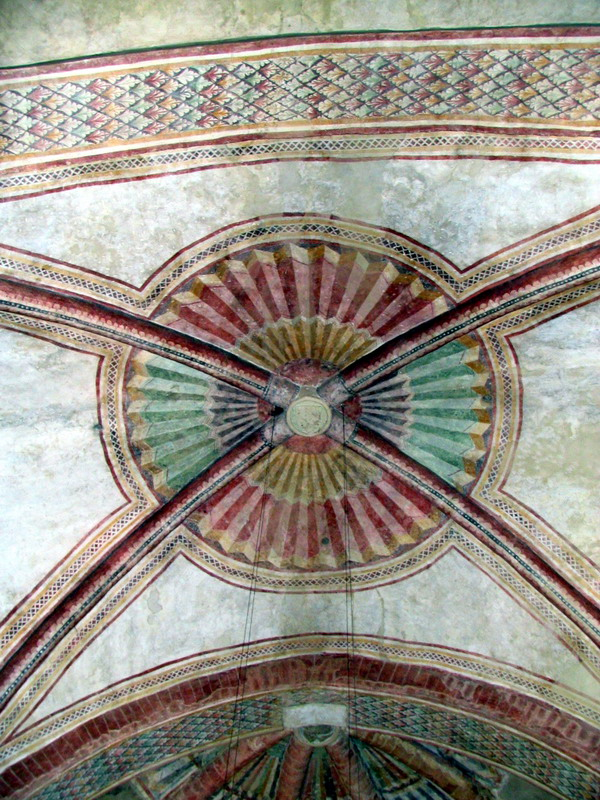
La volta

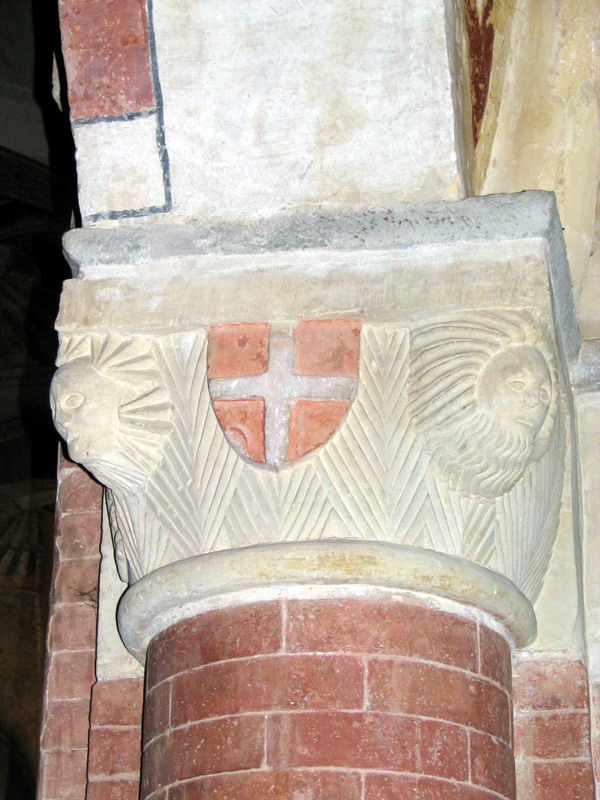
Capitelli con stemma di Asti

Lo storico Incisa nel suo lavoro intitolato "Asti nelle sue chiese ed iscrizioni", datato al 1806, formula l'ipotesi che il toponimo di Viatosto derivi dalla miracolosa cessazione della peste nell'anno 1340 in Asti, che "via tosto" (ayatost), da quel luogo in poi, si liberò "presto" in tutta la città.
Si può pensare che anticamente Viatosto fosse un piccolo borgo raccolto attorno ad una chiesa pievana con cimitero. Le prime notizie certe identificano la chiesa col nome di Santa Maria de Riparupta (Rivarotta) in atti dell'XI secolo. Gli scavi archeologici del 1996, eseguiti nell'abside, confermano una datazione al tardo secolo XII per la costruzione della primitiva chiesa romanica.
I restauri eseguiti, hanno messo in luce una struttura originaria a tre navate, con una grande abside che concludeva la navata centrale. Nella cappella sinistra del presbiterio sono stati rinvenuti scheletri umani risalenti al secolo XI, tutti sepolti rivolti a oriente.
Nel XIV secolo si ebbero le principali trasformazioni della fabbrica, che assunse una decisa impronta gotica. Tra il 1340 ed il 1350 la chiesa fu beneficiata da numerosi lasciti: in questo periodo si realizzò l'ampliamento della chiesa che assunse, con molta probabilità, le sembianze attuali. L'abside venne modificata a pianta pentagonale, con piccole semicolonne agli angoli. Furono poi realizzate volte a crociera su tutta la chiesa.
Da allora, in epoche diverse, si sovrapposero almeno quattro strati di intonaci e relative decorazioni.
Nel 1660 il papa Alessandro VII eresse nella chiesa di Viatosto una Confraternita sotto l'invocazione di Maria Ausiliatrice;
Nel XIX secolo venne ribassato il pavimento della navata; il campanile fu sopraelevato e vi fu posto l'orologio. Furono scoperti gli antichi affreschi poi lasciati a vista ma solo nelle parti figurate più importanti; i lavori vennero portati a termine nel 1906 con una nuova decorazione di tardo gusto neogotico (ancora visibile in testa alle navate laterali) e si rifece il pavimento.
Nel 1932 vi fu l'eliminazione delle strutture edificate in facciata nel sec. XVIII e la ricollocazione più in alto della finestra centrale. In questa circostanza fu anche costruito il robusto bastione che consolidò il colle.
Negli anni 1994-2000 si è proceduto all'opera di restauro che ha riportato la chiesa alle sue antiche originalità.Grazie all'intervento dell'architetto Alessandra Borio,e dello scultore astigiano Luigi Borgo 

## La chiesa
Posta su di una collinetta, domina la campagna circostante, ad una distanza dalle antiche mura di Asti non superiore a cinque chilometri. La chiesa si presenta “orientata” sull'asse del sole, cioè con l'abside a est e l'ingresso a ovest.
Le mura esterne, in cotto a vista, sono decorate con disegni geometrici in mattoni scuri, elemento caratteristico dei fornaciai astigiani. Una scalinata dà accesso al portale gotico che si innesta su di una facciata con aspetto romanico. Sopra l'ogiva del portale vi è un rialzo rettilineo che incornicia il portale stesso, terminante con arcatelle analoghe a quelle sotto le falde delle navate laterali. Nella lunetta, ripristinata nel 1932, vi è dipinta una Madonna con Bambino con i simboli della ruralità: grano ed uva.
Lungo la fiancata laterale destra sono visibili due finestre di eguale modulo ed una terza ricavata tra sovrapposte arcate di preesistenti aperture romaniche. Una porta dà accesso alla navata laterale destra. In corrispondenza della terza e quarta arcata, una fila di archetti fa da coronamento alla navata centrale, rialzata rispetto alle laterali. Sulla prosecuzione della navata si innalza il campanile in forme romaniche, solenne segno visivo della presenza dell'edificio sacro, databile al 1266, quando il vescovo Corrado di Cocconato percepì dal Papa Clemente IV un contributo per costruirlo; il piano terreno è voltato in forme gotiche con costoloni cordonati e chiave di volta e venne utilizzato come sacrestia.
Lungo la fiancata laterale sinistra, in corrispondenza della terza arcata della navata, vi è una finestra strombata con caratteri tipologici romanici, espressi dall'arco ricavato in un unico blocco tufaceo. Una fila di archetti fa da coronamento alla navata centrale, rialzata rispetto alle laterali.

### L'interno

#### La navata centrale

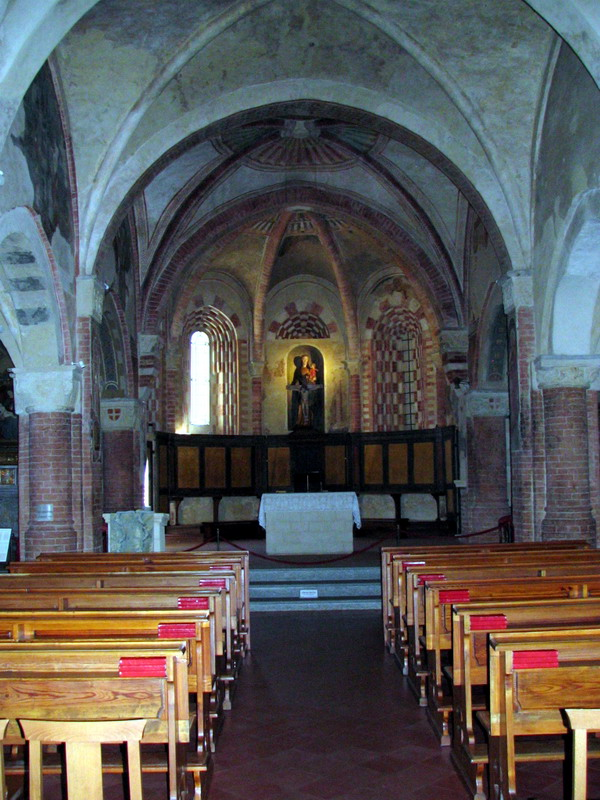
L'interno

Le quattro volte a crociera della navata sono chiuse da chiavi con stemmi delle committenze gentilizie della Asti trecentesca e quattrocentesca. Tali volte nascono da capitelli scolpiti con figure allegoriche ed armi gentilizie, alcune delle quali non più visibili. Riconosciamo comunque la presenza di alcune potenti e nobili famiglie che contribuirono ad abbellire la chiesa: gli Scarampi, gli Asinari, gli Scotti, i Roero, i Ricci e i Malabaila.
Sulla controfacciata, sovrastante il portale di ingresso, vi è una cantoria in legno con organo a canne del 1757, restaurato e funzionante, realizzato dall'organaro Liborio Grisanti, napoletano ma residente ad Asti. A fianco della bussola d'entrata vi è una acquasantiera di epoca medievale, ornata con la croce ed altri abbellimenti; una seconda acquasantiera ricavata da un capitello marmoreo con la decorazione a foglie stilizzate, propria dei dettami cistercensi è posta nella prima colonna di destra. La navata centrale conserva affreschi e decorazioni riconducibili ai sec. XIV-XV. Sul lato destro, secondo pilastro, è affrescata una Madonna con Bambino, ai cui piedi è inginocchiato l'offerente, senza proporzione di scala; sul terzo pilastro è affrescato San Giovanni Battista; sulla lunetta della quarta arcata di destra è visibile l'Annunciazione. Sul lato sinistro, secondo pilastro, è affrescata una Madonna con Bambino; il terzo pilastro reca tracce di un affresco rappresentante un santo che regge un libro, forse un Evangelista. Sulla lunetta della terza arcata è affrescata Santa Caterina di Alessandria che presenta alla Vergine Maria in trono i suoi devoti; sulla lunetta della quarta arcata è affrescato San Giorgio che uccide il drago. Le chiavi di volta delle due prime arcate rappresentano uno stemma con tre ricci fogliati, della famiglia dei Ricci. Quella della terza arcata lo stemma con tre ruote dei Roero, la quarta porta le insegne della famiglia Scotti.

#### Abside e presbiterio
L'abside, con volta ad ombrello con costoloni, affreschi in centro volta con motivo a ventaglio, è delimitato da un solenne arco decorato con motivi a foglie lanceolate, dell'inizio del secolo XIV. La chiave di volta dell'abside rappresenta l'Agnello Mistico. I costoloni dividono l'abside in cinque lati, ognuno dei quali presenta una finestra gotica con strombatura gradinata, intercalata da mattoni a spigolo e da cordoni cilindrici in cotto, alternati ad altrettanti in tufo.
Nella nicchia ricavata dal tamponamento della finestra centrale si trova la Madonna di Viatosto, statua lignea dei primi del Trecento. Nel primo spicchio di destra, vi è un affresco noto come la “leggenda di Viatosto”, da riferirsi alla peste del 1340: l'ex voto raffigura tre nobili giovinetti inginocchiati davanti alla Madonna col Bambino, quest'ultima in parte rovinata: intercede per loro Sant'Antonio Abate. Sopra di esso, nella lunetta, Santa Maria Maddalena, con il vaso degli unguenti tra le mani, incontra nel giardino il Cristo Risorto.
Nella parte bassa dell'abside è posto il coro ligneo policromo settecentesco della Confraternita.
Sul piedritto nord dell'arco trionfale, è affrescata una Madonna che allatta e perciò detta “del latte”; sul lato opposto è conservato quel che rimane di un affresco forse di San Michele Arcangelo.

#### La Madonna di Viatosto

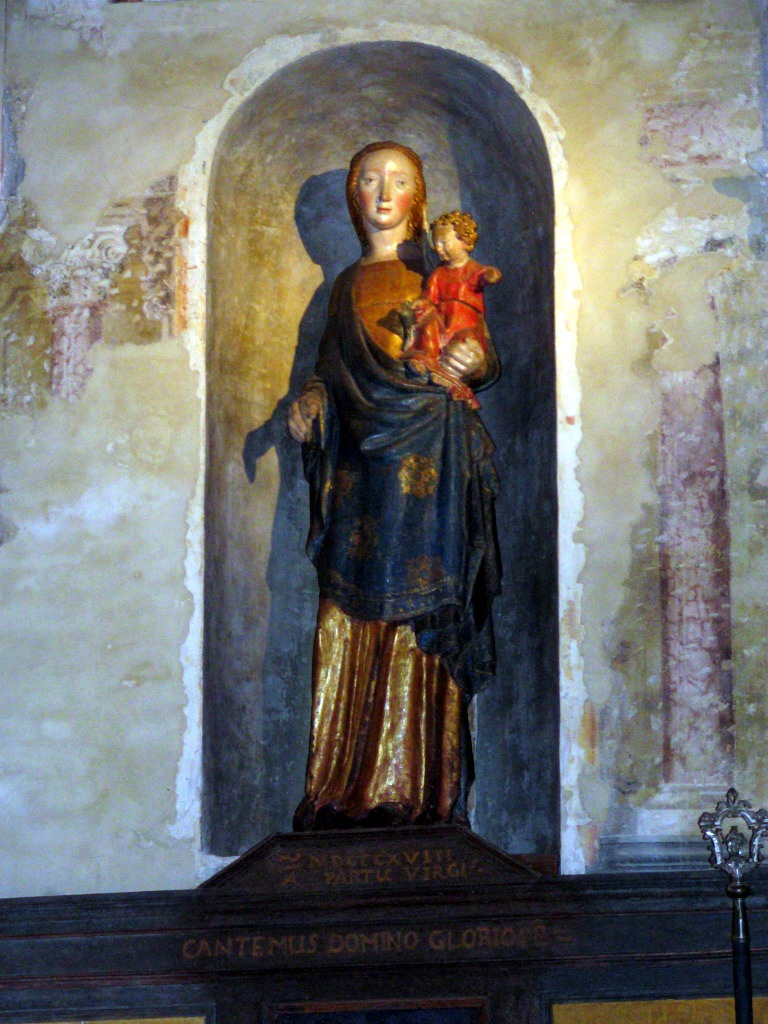
Madonna lignea

Statua lignea dei primi del Trecento, restaurata nel 1994, è una delle espressioni artistiche locali più alte di quell'epoca. La morbidezza dell'intaglio e la finezza decorativa, si concentra nel fondo della veste dorata e nel manto blu con rosoni e motivi di derivazione orientale. Particolari sono gli sguardi: frontale quello della Vergine, inclinato verso il basso quello del Bambino. La Madonna, priva della corona ma con in mano lo scettro (mutilato nei secoli), assume una postura molto materna inarcando la schiena per sorreggere il Bambino Gesù che gioca con un uccellino.

#### Le navate laterali
Parimenti a quella centrale, le navate laterali sono scandite in quattro campi. Purtroppo gli affreschi sono andati perduti tranne qualche decorazione a panneggio sulla parete sud e qualche lacerto sulle volte.
Nella navata laterale di sinistra, nella prima arcata, troviamo la statua in gesso di Maria Ausiliatrice (XIX sec.). Sulle chiavi di volta della prima e seconda arcata è scolpito lo stemma dentellato della famiglia dei Guasco, signori di Colcavagno; su quelle della terza e quarta arcata, rispettivamente la stella a cinque punte dell'Ordine Domenicano e l'Agnello Mistico. In testa alla navata laterale di sinistra, al di sopra del tabernacolo, in una cornice di epoca barocca è posta la tavola lignea trecentesca della “Madonna delle ciliegie”; lì accanto, un candelabro in legno scolpito e laccato, sec. XVII, per il cero pasquale.

#### Madonna delle ciliegie

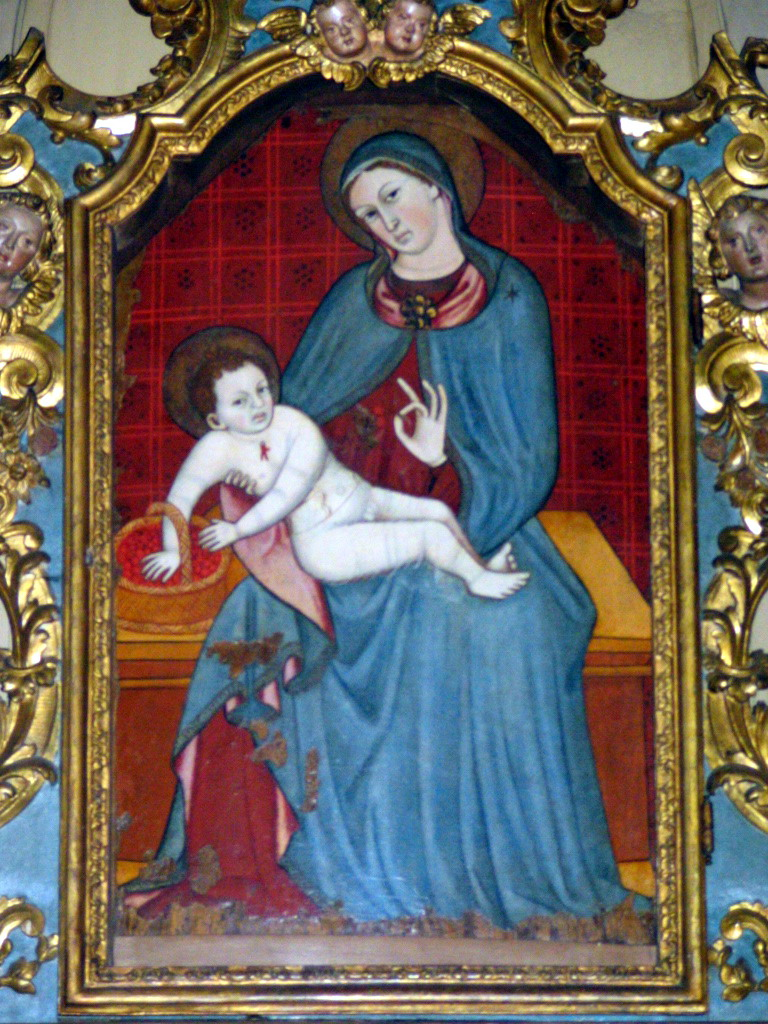
Madonna delle ciliegie

La scena che questa tavola lignea trecentesca rappresentata è davvero interessante. La Madonna ha in mano due ciliegie: la si potrebbe pensare come mamma, mentre le porge al Bambino Gesù. In realtà, con una mano egli tiene già saldamente il cestino, mentre con l'altra prende da lui le ciliegie. Per farlo si sporge dal grembo della Madre, quasi per tenerglielo a distanza, a significare che il cesto con le ciliegie gli appartiene.
Sulla controfacciata della navata laterale di destra si trova un crocefisso ligneo del sec. XV; lì vicino un confessionale settecentesco. Sulle chiavi di volta della prima e seconda arcata sono scolpite le cifre gotiche di Nostro Signore; su quelle della terza e quarta arcata, rispettivamente la croce ottagona di Gerusalemme e l'agnello mistico. Pregevole è la chiambrana in legno intagliato, dipinto e dorato (prima metà sec. XVI) della porta laterale. In testa alla navata laterale di destra è posto il magnifico gruppo in arenaria policroma dell'Incoronazione della Vergine Maria.

#### Il gruppo dell'Incoronazione

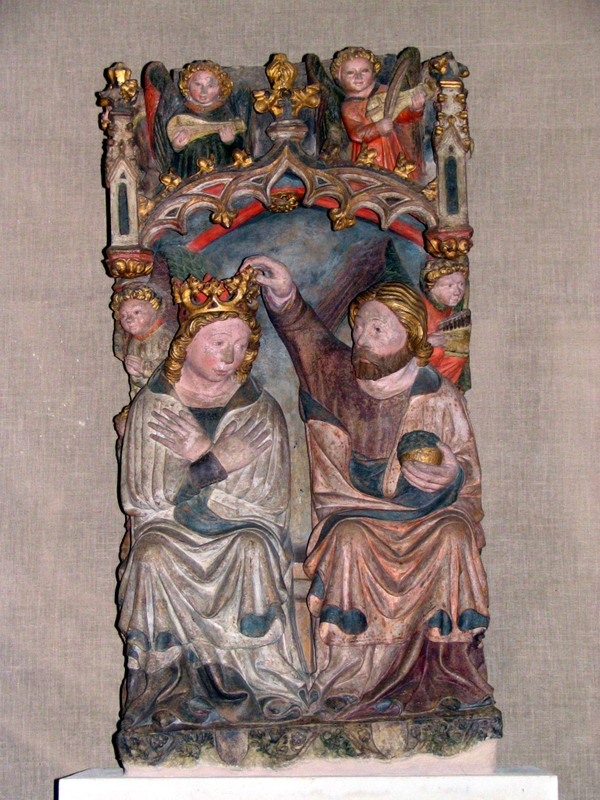
L'incoronazione della Vergine

Restaurata nel 1998, questa scultura policroma di un anonimo della prima metà del sec. XV, è ricavata da un unico blocco di pietra arenaria. Al di sotto di un grazioso baldacchino di forma gotica, con i suoi archi abbelliti da archetti, pinnacoli, foglie e pigne, troviamo il Cristo, solennemente assiso in trono, che con la mano sinistra tiene il globo terracqueo, mentre con la destra, guardando sua Madre, le pone la corona sul capo. La Vergine Maria, anche lei seduta, manifesta un atteggiamento di umiltà, con le braccia incrociate sul petto e lo sguardo dolcemente rivolto verso il basso che pare abbozzare un sorriso. Entrambi vestono, sopra la tunica, un mantello sontuoso e finemente decorato, che li avvolge fino ai piedi dando un'impressione di morbidezza tale da aver indotto, prima del restauro, a ritenere quest'opera modellata in terracotta. La presenza tutt'intorno di allegri angioletti, intenti a pregare, cantare e suonare vari strumenti musicali, conferisce alla scena un'impressione di intima gioia.